# Basilique Notre-Dame de l'humilité
La basilique de Notre-Dame de l'humilité (Basilica della Madonna dell'Umiltàde en italien) de Pistoia  en Toscane est une basilique dédiée à la Vierge Marie.
La présence du bâtiment est déjà attestée dans les documents de l'Église datant du XIIIe siècle et son existence est présumée entre le VIIIe et le XIIe siècle.
Son importance architecturale est due à la coupole conçue par Giorgio Vasari (du XVIe siècle), haute de 59 mètres. La structure est également connue comme un important centre de dévotion mariale d'où le nom du Sanctuaire de la Vierge  de l'humilité.
Giovanni Domenico Ferretti y réalisa des fresques lors de son séjour à Pistoia de 1720 à 1725.